# 핀업 걸

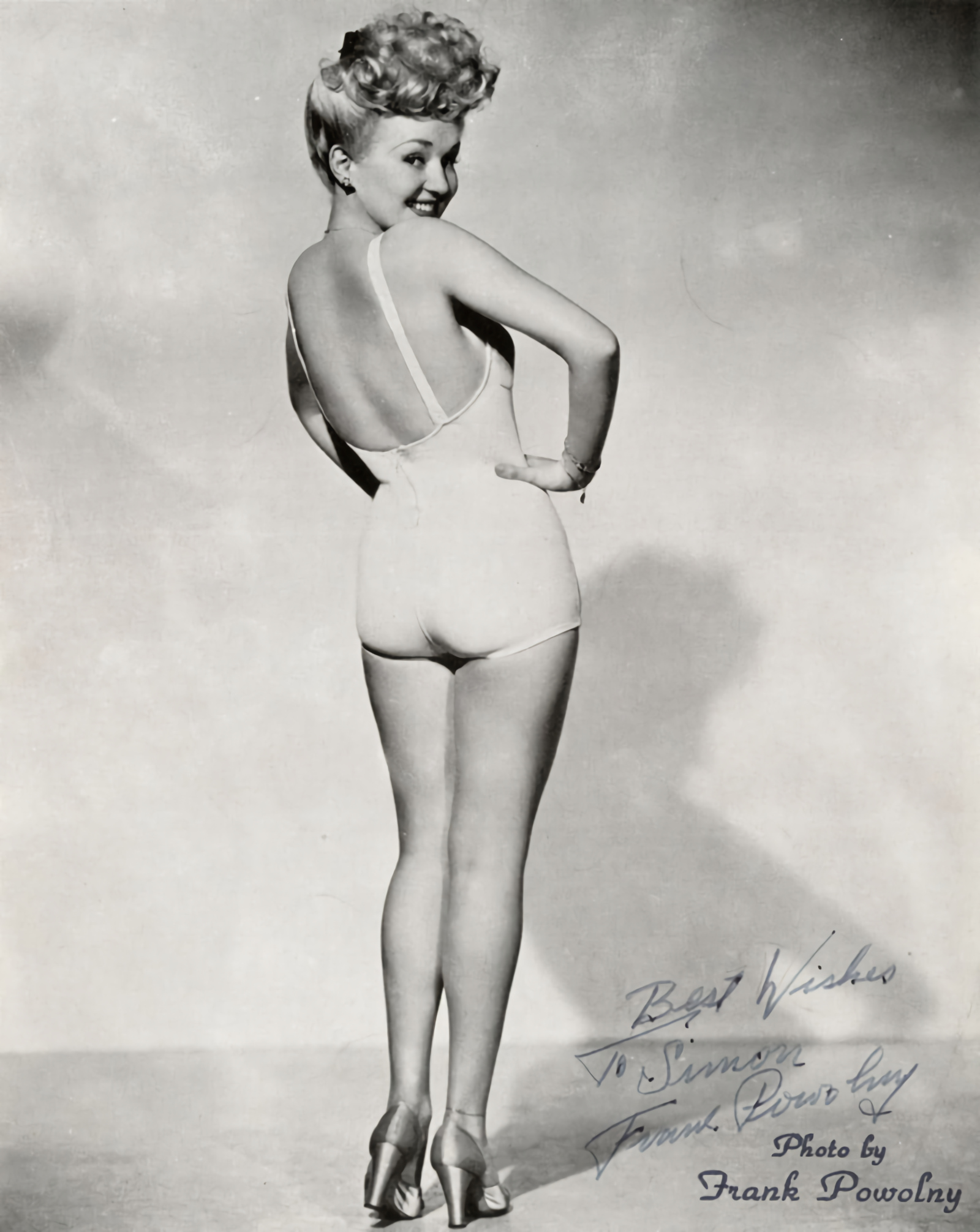

핀업 걸 (Pin-up Girl), 또는 핀업 모델 (Pin-up Model)은 흔히 대중문화에서 사용되는 대량 생산된 이미지 중 하나이다. 패션 모델, 글래머 모델, 여배우들이 핀업걸로 불린다. 핀업은 또한 회화나 삽화 등 다양한 분야에서 이용된다. 1941년에 처음으로 영어로 명시되었지만, 실제로는 최소한 1890년대에 문서화된 것으로 알려져 있다.
핀업의 이미지는 신문이나 잡지, 석판화, 엽서 등 다양한 매체를 통해 알려졌다. 이 중 일부는 달력을 통해 알려지기도 했으며, 이 때부터 벽에 걸어놓는 사진이라는 의미가 붙여지기 시작했다. 이후, 핀업걸의 포스터가 대형 생산되기 시작하며 순식간에 인기를 얻게 된다. 핀업의 이미지로 사진을 찍어낸 연예인들은 섹스 심벌로 일컬어진다. 초기의 인기 있는 핀업걸은 베티 그레이블이었다. 그녀의 포스터는 세계 2차 대전 당시 모든 미군들의 사물함에 붙어 있었다고 전해진다. 또 다른 핀업의 형태는 예술작품, 즉 아름답고 매력적인 여성에 관한 이상향 혹은 그에 관한 생각을 표현해 낸 결과물을 들 수 있다. 그 예로는 찰스 데이나 깁슨(Charles Dana Gibson)이 그린 깁슨 걸(Gibson Girl)을 들 수 있다.

## 유명한 핀업 걸들
| - 브리지트 바르도 - 메릴린 먼로 - 파라 포셋 - 골디 혼 - 올리비아 뉴턴 존 | - 마돈나 - 브룩 실즈 - 패멀라 앤더슨 - 타이라 뱅크스 | - 신디 크로퍼드 - 카르멘 엘렉트라 - 애나 니콜 스미스 - 디타 본 티즈 |

## 같이 보기
- 글래머 사진
- 모델 (직업)
- SuicideGirls